# Национални парк и резерват Залив глечера
Национални парк и резерват Залив глечера (енгл. Glacier Bay National Park and Preserve) је амерички национални парк који се налази на југоистоку Аљаске западно од Џуна. Председник Калвин Кулиџ прогласио је подручје око залива глечера националним спомеником према Закону о старинама (Antiquities Act) 25. фебруара 1925. После проширивања споменика од стране председника Џимија Картера 1978. године, по Закону о очувању земље од националног интереса (АНИЛЦА) (Alaska National Interest Lands Conservation Act - ANILCA) 2. децембра 1980. године национални споменик је проширен за 523.000 хектара (817.2 квадратних миља; 2.116,5 km²) и створен је залив глечера национални парк и резерват. Национални резерват обухвата 58 406 хектара (91,3 квадратних миља; 236,4 km²) јавног земљишта на непосредном северозападу парка, штитећи део реке Алсек са стаништима рибе и дивљих животиња, а истовремено омогућава спортски лов.

## Геологија
Западна страна залива се састоји од 7925 метара дебелог низа палеозоидских седиментних стена, углавном крупних кречњака и аргилита. Најстарије стене у овом низу су Вилоубај кречњачке стене из касног силура, а најмлађе су црни кречњаци из средњег девона. Стене откривене на брду високом 367 метара надморске висине зову се Нунатак и оне су метаморфне. Резерве диорита из ране креде су откривене јужно од плимског канала и на острвима Себрее и Стургес. Кварц диорит избија на острву Лемесурир. Залихе гранита су откривене у Бундас заливу.
Глацијални напредак се догодио пре 7000, 5000 и 500 година са последњим проширавањем до улаза у залив, где је са леве стране огромна полукружна термална морена. Површинска последица глацијалног наноса укључује шљунак, као и испирање морене. Глацијални шљунак се проширио и до 609 метара дуж планинске падине. Језера су формирана тамо где су глечери преграђивали долине. Предглацијалне шуме су пронађене источно од увале Гоосе и на источној страни улаза у Муир. Према Росману, једна од изузетних карактеристика Залива глечера је брзо напредовање и повлачење глечера током неколико подстаница у последњих неколико хиљада година.
На посматрачкој планини се налази лежиште бакра. Кварцне жице које садрже злато изложене су западно од залива Дундас и на острву Гилберт. Плако злато се такође налази у заливу. На западном делу улаза Ренду је укопано налазиште сребра.
Према Мек Кевету, најопсежнија и најбоља налазишта злата се налазе у песку плаже близу залива Литуја. Ископавање овог песка започело је 1894. године запошљавајући до 200 мушкараца до 1896. Међутим, већина производње је завршена до 1917. године.
Ова регија има има изражену тектонску активност са честим земљотресима. Клизишта узрокована земљотресом су изазвала цунамије. Поред тога, у деловима региона се дешавају и постледнички одскоци, то јест процес у ком се земља подиже након што је тежина ледника уклоњена.

## Географија
Национални парк Залив глечера обухвата најсевернији део југоисточне обале Аљске, између Аљаског залива и Канаде. Обухвата простор од 13 287 km², а већину парка чини дивљина која покрива површину од 10 287 km² од укупног простора овог парка. Остатак од 2428 км представља заштићени поморски екосистем. Бредијево ледено поље покрива планински масив Фаирвеатхер, који се протеже од океана до Залива глечера. Залив глечера се протеже од Леденог мореуза до границе између Канаде и Сједињених Америчких Држава.
Нема путева који воде до паркаи најлакше је доћи путем ваздушног саобраћаја. Током лета имају трајекти који воде до мале заједнице Густавус или директно до луке у ували Бартлет. Упркос недостатку путева парк просечно прима око 470 000 рекреативних посетиоца годишње, од 2007 до 2016 године са 520 171 посетиоца 2016. Највише посетиоца долази бродом. Број бродова који може да стигне сваког дана је ограничен прописом.

## Клима
Према систему класификације Копен, национални парк глечера има шест климатских зона; субарктичка са хладним летима и кишом, субполарна океанска, умерена океанска, влажна континентална блага, влажна током целе године, влажна континентална сува хладна летња и топла летња медитеранска. Зона тврдоће биљке у посетилишту Глацијер Беј износи 7а са просечном годишњом екстремном минималном температуром од −15,4 °C (4,3 °F).
| Клима Glacier Bay, Alaska, 1966–2015 Summary | Клима Glacier Bay, Alaska, 1966–2015 Summary | Клима Glacier Bay, Alaska, 1966–2015 Summary | Клима Glacier Bay, Alaska, 1966–2015 Summary | Клима Glacier Bay, Alaska, 1966–2015 Summary | Клима Glacier Bay, Alaska, 1966–2015 Summary | Клима Glacier Bay, Alaska, 1966–2015 Summary | Клима Glacier Bay, Alaska, 1966–2015 Summary | Клима Glacier Bay, Alaska, 1966–2015 Summary | Клима Glacier Bay, Alaska, 1966–2015 Summary | Клима Glacier Bay, Alaska, 1966–2015 Summary | Клима Glacier Bay, Alaska, 1966–2015 Summary | Клима Glacier Bay, Alaska, 1966–2015 Summary | Клима Glacier Bay, Alaska, 1966–2015 Summary |
| Показатељ \ Месец                            | .Јан.                                        | .Феб.                                        | .Мар.                                        | .Апр.                                        | .Мај.                                        | .Јун.                                        | .Јул.                                        | .Авг.                                        | .Сеп.                                        | .Окт.                                        | .Нов.                                        | .Дец.                                        | .Год.                                        |
| -------------------------------------------- | -------------------------------------------- | -------------------------------------------- | -------------------------------------------- | -------------------------------------------- | -------------------------------------------- | -------------------------------------------- | -------------------------------------------- | -------------------------------------------- | -------------------------------------------- | -------------------------------------------- | -------------------------------------------- | -------------------------------------------- | -------------------------------------------- |
| Максимум, °C (°F)                            | −0,2 (31,6)                                  | 1,3 (34,3)                                   | 3,4 (38,1)                                   | 7,9 (46,2)                                   | 12,1 (53,7)                                  | 15,8 (60,4)                                  | 16,9 (62,5)                                  | 16,1 (61,0)                                  | 12,4 (54,4)                                  | 7,9 (46,2)                                   | 3,1 (37,6)                                   | 1,1 (33,9)                                   | 8,15 (46,66)                                 |
| Просек, °C (°F)                              | −2,6 (27,4)                                  | −1,2 (29,8)                                  | 0,5 (32,9)                                   | 4,1 (39,3)                                   | 7,8 (46,0)                                   | 11,2 (52,1)                                  | 12,7 (54,9)                                  | 12,2 (53,9)                                  | 9,2 (48,5)                                   | 5,3 (41,5)                                   | 0,9 (33,6)                                   | −1,2 (29,9)                                  | 4,91 (40,82)                                 |
| Минимум, °C (°F)                             | −4,9 (23,2)                                  | −3,7 (25,3)                                  | −2,4 (27,7)                                  | 0,2 (32,3)                                   | 3,5 (38,3)                                   | 6,6 (43,8)                                   | 8,4 (47,2)                                   | 8,2 (46,8)                                   | 5,8 (42,5)                                   | 2,6 (36,7)                                   | −1,4 (29,5)                                  | −3,4 (25,8)                                  | 1,63 (34,93)                                 |
| Количина падавинаmm (in)                     | 161,5 (6,36)                                 | 120,7 (4,75)                                 | 95 (3,74)                                    | 73,9 (2,91)                                  | 93 (3,66)                                    | 70,1 (2,76)                                  | 104,9 (4,13)                                 | 152,4 (6,00)                                 | 253 (9,96)                                   | 284,2 (11,19)                                | 198,4 (7,81)                                 | 185,4 (7,30)                                 | 1.792,5 (70,57)                              |
| Количина снега, cm (in)                      | 87,9 (34,6)                                  | 58,2 (22,9)                                  | 39,9 (15,7)                                  | 3,8 (1,5)                                    | 0 (0)                                        | 0 (0)                                        | 0 (0)                                        | 0 (0)                                        | 0 (0)                                        | 3,3 (1,3)                                    | 39,6 (15,6)                                  | 60,5 (23,8)                                  | 293,2 (115,4)                                |
| Извор: Western Regional Climate Center       |                                              |                                              |                                              |                                              |                                              |                                              |                                              |                                              |                                              |                                              |                                              |                                              |                                              |

## Животна средина
Национални парк глечера чува готово 600.000 хектара (2428.1 km²) федерално заштићених морских екосистема на Аљасци (укључујући потопљена земљишта) са којима се могу упоредити други мање заштићени морски екосистеми. Унутар парка и резервата налазе се два завичаја Тлингита, која су данас од културног и духовног значаја за животне заједнице. Река Алсек служи као пут открића и миграције из обалног планинског ланца у парку до Тихог океана у резервату. У оквиру резервата, за разлику од парка, река Алсек пружа окружење за потребе преживљавања, комерцијални риболов и лов, како је предвиђено Законом о очувању земље од националног интереса (АНИЛЦА) (Alaska National Interest Lands Conservation Act - ANILCA), истовремено штитећи ледени екосистем.

### Глечери
Национални парк глечера је назван по својим обилним воденим и копненим глечерима, којих укупно има 1.045.
У парку се налази седам плимерских глечера: ледник Маргерије, глечер Гранд Пацифик, ледник Мек Брајд, ледник Ламплуг, ледник Џонс Хопкинс, глечер Гилман и ледник Ла Пероуз. (Глечери са високим водостајима укључују и глечер Ригс, ледник Рејд, ледник Литија и ледник Норт Крилон.) Четири од ових глечера активно мељу ледене брегове у залив. У деведесетим годинама, ледник Мујир се повукао до те мере да то више није глечер са плимним турбинама. Рецесија ледника у парку детаљно је документована откако је Ла Пероус посетио залив 1786. Према америчкој националној служби парка, Уопште, плимни и копнени глечери у парку се смањују и полако се повлаче током последњих неколико месеци деценијама. Неки глечери и даље напредују, укључујући ледник Џонс Хопкинс и глечере у заливу Литија.

#### Глацијално повлачење
Џосеф Видбеј, господар открића током експедиције у Ванкуверу 1791–95, пронашао је ледени теснац, на јужном крају залива глечера, угушеног ледом 1794. године. Сам леднички залив био је готово у потпуности прекривен једним великим плитководним ледником. Године 1879. природословац Џон Муир открио је да се лед повукао готово целим путем до увале, на удаљености од око 77 км. До 1916. ледник Гранд Пацифик налазио се на челу Тар Инлета на око 105 km (65 mi) од ушћа залива глечера. Ово је најбрже документовано повлачење ледника. Нису сви глечери парка у повлачењу. Два примера су ледник Џон Хопкинс који је, према опажањима 2012. године, напредовао брзином од 10 до 15 стопа дневно (3,0 до 4,6 м), и леденица Маргерије која је стабилна, нити напредује нити се повлачи. Научници који раде у парку чувају наду да ће научити како се ледена активност односи на климатске промене.

### Екосистеми
Екосистеми у парку су влажна тундра, алпска тундра, обална шума, глечери и ледена поља.
Региони парка најближи Аљаском заливу имају релативно благу климу са значајним кишама и релативно ниским снежним падавинама. Доњи ледењачки залив је прелазна зона, а горњи глечерски залив је хладан и снежан. Приступ копну може бити отежан, будући да леднички фјордови имају стрме зидове који се уздижу директно из воде.

### Фауна
Дивљач у Заливу глечера обухвата врсте мрког и црног медведа, сивог вука, којота, лоса, ситка јелена, риђу лисицу, дивокозе, мамуте, овце, дабра, риса, две врсте видре и планинску козу . Птице које гнезде у овом парку укључују ћелавог орла, сурог орла, пет врста детлића, две врсте колибрија, гаврана, четири врсте сокола, шест врста јастреба и десет врста сове. Морске врсте сисара који пливају на обали су морска видра, морски лав Стелер, пацифички бели делфин, орка и грбави кит.

## Активности
Око 80% посетилаца у Заливу глечера стиже бродовима. Управа националних паркова управља кооперативним програмима где чувари парка пружају интерпретативне услуге на бродовима и чамцима који нуде излете у удаљеније делове парка. Смештај у парку је доступан у хотелу Глацијер Беј Лоџ (Glacier Bay Lodge). У парку и резервату одржавају се многе активности на отвореном, као што су пешачење, камповање, планинарење, кајакаштво, рафтинг, риболов и посматрање птица. За разлику од многих других националних паркова на Аљасци, лов за преживљавање је дозвољен само у резервату, а не и у парку.
У резервату су дозвољени спортски лов и заробљавање животиња. За лов и заробљавање животиња морате да имати све потребне дозволе и да поштујете све остале државне прописе. Управа националних паркова и држава Аљаска заједно управљају ресурсима дивљих животиња у резервату. Кампери и ловци треба да буду свесни да су мрки медведи уобичајени у резервату и да треба да буду спремни да избегну сукобе са њима. Врсте које људи углавном лове у резервату су црни медведи, планинске козе, вукови, ждеравци, снежнице, пловуше и бројне крзнене животинје. Постоји један велики водич за лов овлаштен путем уговора за рад у Националном резервату Залив глечера. Три колибе и једана агенција могу пружити превоз и услуге за риболов, и лов на дивље животиње и птице.
Спортски риболов је још једна од популарних активности у парку. Аљаска дозвола за спортски риболов је потребна свима који имају 16 година или више, а нису становници Аљаске, и свим становницима између 16 и 59 година, да би могли да лове у слатким и сланим водама Аљаске.

## Људска историја

### Праисторија и истраживање
Најранији трагови људске окупације у Заливу глечера датирају још пре око 10 000 година. Евиденција о људкој активности је оскудна, зато што је већи део глечера био и јесте замрзнут и тако су глечери избрисали све трагове историјске окупације. Стално подизање копна може открити нове локације које су потопљене порастом нивоа мора. Већина свих доказа потиче из претходних 200 година. 
Жан Франсоа де Гало де Лаперуз је био први европски истраживач који је 1786 године пешке истражио обалу Аљаске у области Залива глечера и успоставио контакт са племеном Тлингит. Средином 18. века су и Руски трговци крзном посетили обалу Аљаске. Џорџ Ванкувер је касније 1794. посетио ту област у Ванкуверовој експедицији. Руси су се углавном бавили тим подручјем све до 1880-их, када су Американци стигли на Аљаску.
Џон Муир је посетио Залив глечера 1879, непосредно пре оснивања Националног парка Јосемити, његовог првог великог случаја. Муир је дошао на Аљаску како би сазнао о глечерима, средству формирања ледничког пејзажа долине Јосемита. Муир је послао отпреме назад у Сан Франциско, да буду објављене у Билтону Сан Франциска 1879. и 1880. године. Коначно, сакупљајући приче и извештаје са свог трећег и четвртог путовања, 1890. и 1899. године, 1915. године објављује књигу Путовања по Аљасци, промовишући Залив глечера и унутрашњи пролаз. Муирови списи су довели до именоваља једног глечера, глечера Муир.
Паробродна компанија Пацифичке обале је, током 1890-их, покренула обиласке унутрашњег пролаза из Такоме и Портланда, истичући Глечер Муир и Залив глечера. Приступачност Заливу глечера довела је природњаке и геологе да проучавају, прегледају и именују глечере. Извршни директор железнице Едвард Хариман је 1899 организовао експедицију Хариман на Аљасци. Едвард Хариман је регрутовао Муира, Џорџа Бирда Гринела, фотографа Едварда Шерифа и неколико других да проучавају обалу Аљаске на специјално опремљеном броду, проведући 5 дана у заливу. Експедиција је приметила значајно повлачење ледника. Неколико месеци касније, земљотрес магнитуде 8.0 који се догодио 10. септембра 1899. године, проузроковао је да се глечер Муир уруши у залив, испунивши га и учинивши га мање доступним и привлачним за туристе. После 1900. глечер Таку је постао популарна дестинација.
Муирови списи су привукли пажњу Вилијама Скинера Купера, еколога са универзитета Минесота, који је леднике у залеву видео као прилику да проучава сукцесију биљака на недавно откривеној земљи. Посетио је Залив глечера 1916. године и прегледао глечере и дотоке и успоставио девет испитних плоча које ће надгледати у будућим посетама. Купер се вратио у Залив глечера 1922. и написао рад за Еколошко друштво Америке у ком је предложио да залив буде заштићен као национални споменк. 
Еколошко друштво је основало одбор за промоцију проглашења Залива глечера националним спомеником на Куперов наговор. Идеји се успротивио амерички Геолошки институт који је пријавио да та област има потенцјале за вађење минерала. Министарство унутрашњих послова је одлучило да пошаље агента да прегледа то подручје. Послали су Џорџа Александра Паркса, будућег гувернера Аљаске. Паркс је у свом извештају из 1924. препоручио врло ограничену границу осмишљену за укључивање глечера. Као одговор, Купер и Еколошко друштво Америке су предузели кампању писања писама која подржава услугу парка и која би натерала Калвина Кулиџа, председника Сједињених Америчких Држава, да дода неке делове зреле шуме границама парка. Кулиџево проглашење Националног парка Залив глечера је стигло 26. фебруара 1925. године.

### Национални споменик
Менаџери игара на Аљасци су током 1920-их година наишли на оштре критике због уоченог недостатка интересовања за заштиту мрких медведа Аљаске. Држава се обратила Управи паркова са предлогом да се прошире границе споменика Залив глечера, на земљиште Националне шуме Тонгас као уточиште медведа. Истраживања Управе парка су била у корист државе, Шумска управа је сматрала да је Залив глечера најпожељнији за проглашење националног парка Адмиралти острва, као што је први пут било предложено 1930-их. Крајем 1930-их година Ернест Гренинг, директор Одељења за територије и острвске поседе и будући гувернер Аљаске, предложио је да цео регион буде заштићен у једној јединици која се протеже од планине Свети Елијас до Врангел ланца. Суштина Гренингове идеје није била реализована до 1978. године, када је био проглашен национални парк Свети Врангел Елиас. У међувремену предлог везан за, Свети Врангел Елиас је одложен у корист ширења ка истоку, због станишта медведа, и ка западу ради заштите залива обале Аљаске. Председник Френклин Делано Рузвелт је искористио Закон о старинама (Antiquities Act) да би проширио споменик 18. априла 1939. године, стварајући највећу јединицу у систему националних паркова тог времена.
За време Другог светског рата, америчка војска је присвојила простор око Исктержен Инлета који се користито као логистичка база за преношење материјала с шлепа који пролази унутрашњим пролазом до поморских бродова, евидентирајући подручје за ступове који ће се користити у пристаништима. База се никада није користила. Војска је истовремено изградила аеродром код Густавуса, који је пружао раван терен. Аеродром је завршен прекасно да би учествовао у Алеутској кампањи (Aleutian Campaign). Међутим, био је то један од четири Аљаских аеродрома који је био погодан за употребу модела Боинг Б-29, са пистима широким 1500 метара и дугачким 2300 метара и модерном навигационом опремом. 1955. године подручије око Густавуса је било уклоњено из споменика и враћено у јавно власништво, заједно са 10,184 хектара Исктержен Инлета.
Споменику није додељено особље Парк управе све до 1949. године, када је сезонски чувар парка био запослен у ували Бартлет. Спомеником се локално управља од 1953. године. Почевши од 1957. године, објекти у ували Бартлет проширени су као део програма Мисија 66 Управе парка, са услугама смештаја и одржавања запослених. Такође је развијено административно место изван граница споменика, на станици чувара парка Шумске управе на Индиској тачки на заливу Аук, ближе Џуну. Глацијер Беј Лоџ (Glacier Bay Lodge) изграђен је за смештај гостију 1966. године. Почетком 1969. крстарења су постала уобичајен начин посете споменика.
Током 1958. године посада је пронашла богато лежиште руда бакра и никла под Бредијевим леденим пољем. Истраживачи су погледали изданак нунатка на леденом пољу и пронашли високо минерализовану стену. Њумонт Експлореишон Лтд. је предложио изградњу адита дугачког 4,8 километра, у подземну рудницу под леденим пољем, са млином на отвору, и путем до пристаништа у заливу Диксон. Овај предлог је искористио законодавство из 1936. године које је дозволило експлоатацију минерала у споменику, које је до тада било ограничено на мала истраживања. Као одговор на овај и остале предлоге, сенатор из Монтане Ли Меткалф предложио је Закон о рударству у парковима како би се разрешило и на крају забранило рударство у Заливу глечера и пет других паркова и споменика. Међутим, коначан предлог закона садржао је низ значајних иступања, а захтев за Њумонт никада није решен, мада од 1970-их није предложена никаква рударска активност.

### Национални парк и резерват
Као резултат Закона о поравнању потражње од стране староседеоца Аљаске (АНЦСА) (Alaska Native Claims Settlement Act -  ANCSA) из 1971. године, 80.000.000 хектара јавног земљишта Аљаске било је прихваћено за укључење у систем националних паркова. Студије за ширење Залив глечера усредсређене су на подручје око реке Алсек. Суочавајући се са приближавањем рока који је поставио АНЦСА да би се решио додељивања земљишта и кашњења у предложеном Закону о очувању земље од националног интереса на Аљасци (АНИЛЦА) (Alaska National Interest Lands Conservation Act - ANILCA) у конгресу који је имао за циљ да донесе коначно решење, председник Џими Картер искористио је своја овлашћења у складу са Законом о старинама (Antiquities Act) да прогласи петнаест јединица Управе националног парка на Аљасци 1. децембра 1978. Тиме је такође проширен национални споменик Залив глечера на Алсек. Коначним АНИЛЦА законодавством, које је потписао Џими Картер 2. децембра 1980. године, успостављен је Национални парк и резерват Залив глечера као национални споменик. Алсек додатак сачињавао је највећи део земљишта у резерватима. Главна разлика између парка и резервата је што људи који нису становници имају дозволу да спортски лове у складу са аљаским прописима о дивљим животињама у резервату, али не и у парку.